# إليزابيث رومر

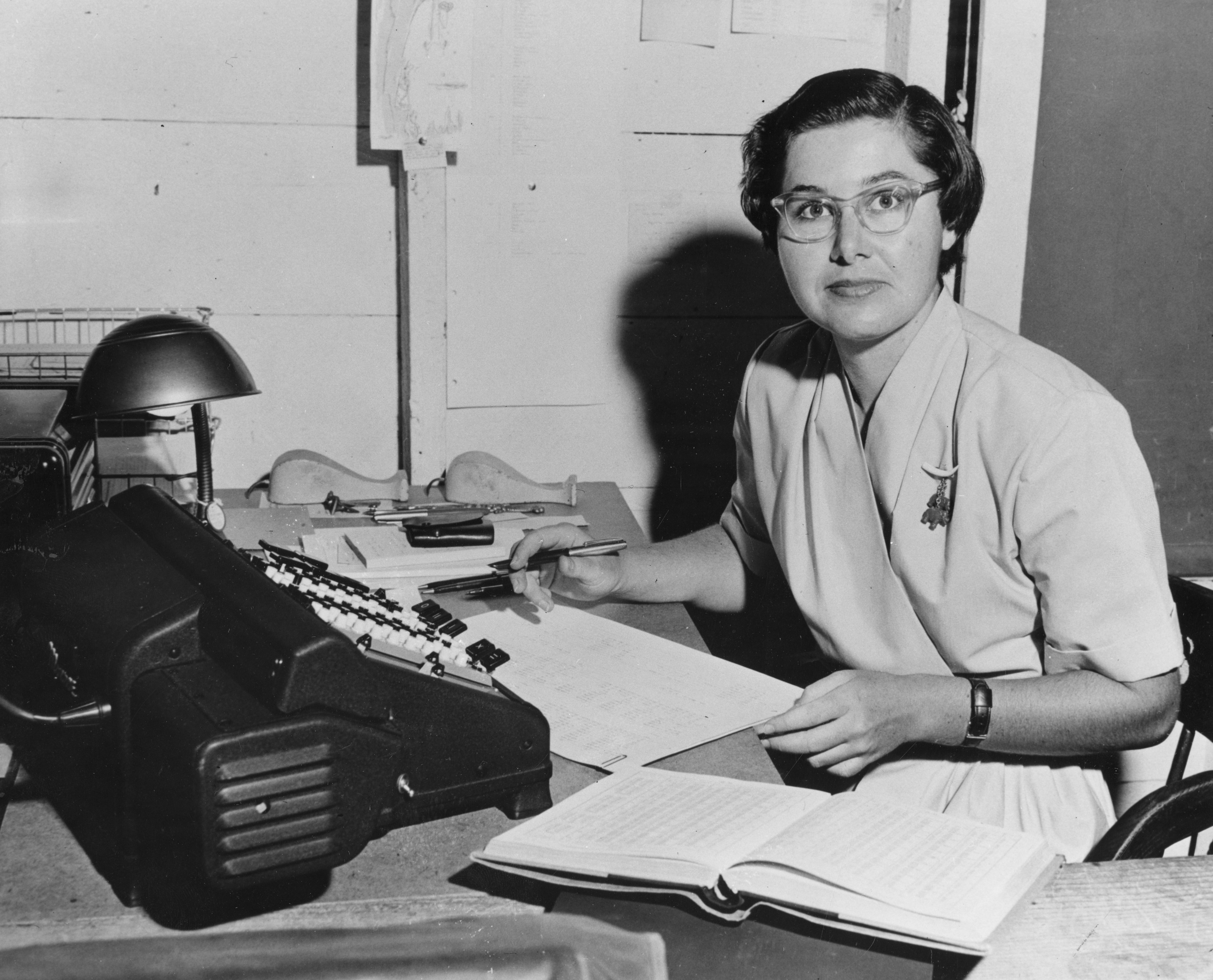
إليزابيث رومر عام 1963 م على مقعدها في جامعة كاليفورنيا

إليزابيث رومر (بالإنجليزية: Elizabeth Roemer)‏هي عالمة فلك أمريكية ولدت عام 1929 وتنصب اهتماماتها البحثية في مجالي المذنبات والكويكبات.فازت عام 1946 م بجائزة البحث العلمي الموهوب.
تعمل حالياً كأستاذة فخرية في جامعة أريزونا في قسم علم الكواكب وبالأخص في مختبرات الأقمار والكواكب (بالإنجليزية: Lunar and Planetary Lab
)‏.

## اكتشافاتها
- اكتشفت إليزابيث رومر الكويكب المسمى بوك 1983 الذي اكتشفته بتاريخ 9 يونيو عام 1975 م.
- اكتشف أيضاً لوسيفر 1930 والذي هو حزام رئيسي من الكويكبات والذي تم اكتشافه في 29 أكتوبر 1964 في فلاغستاف (USNO)، وتمت تسميته نسبة إلى الشخصية الموجودة في الميثولوجيا الإغريقية لوسيفر.[4] حيث كان يتم تسميته قبلها بالاسم (1964 UA).
- تمكنت من أخذ مجموعة واسعة من اللوحات الفوتوغرافية للمذنبات لأكثر من 25 عاماً، في محاولة للحصول على بيانات متسقة للقدر الظاهري لنواة المذنبات.
- خلال الفترة من العام 1899 - 1906 تم رصد المذنب 17P/Holmes ولكن المذنب فقد بعد العام 1906 إلى أن تم اكتشافه مرة أخرى في 16 يوليو 1964 على يد إليزابيث رومر وذلك من خلال برامج حاسوبية وفق لتنبؤات الفلكي البريطاني «براين مارسدين» ومنذ ذلك الوقت والمذنب أصبح يرصد عند كل عودة له.

في العام 2007 وتحديدا في 23 - 24 أكتوبر زاد لمعان المذنب بشكل مفاجئ وتحول لمعانه من 17 ماغ إلى 3 ماغ وتم ذلك خلال عدة ساعات فقط خلال وجوده في كوكبة "حامل راس الغول - فرساوس" وهذا اللمعان المفاجئ يمكن تفسيره بحدوث تحرر أو طرد للغازات. 

## وصلات خارجية
- قاعدة بيانات بمعلومات حزام الكويكبات لوسيفر 1930